# میلدرد ناتویک
میلدرد ناتویک (انگلیسی: Mildred Natwick; ۱۹ ژوئن ۱۹۰۵ – ۲۵ اکتبر ۱۹۹۴) هنرپیشه اهل ایالات متحده آمریکا بود. از فیلم‌هایی که وی در آن نقش داشته‌است، می‌توان به روابط خطرناک، دردسر هری، دوجینش ارزان‌تر است، او یک روبان زرد بست و تمی و مرد مجرد اشاره کرد.

## مرگ
در 25 اکتبر 1994، ناتویک در سن 89 سالگی بر اثر سرطان در خانه خود در منهتن درگذشت.  او در گورستان پارک لورین در بالتیمور به خاک سپرده شد. 